# みらいちゃん
みらいちゃんは、石川県の放送局北陸放送（MRO）のマスコットキャラクター。

## 概要
女の子のキャラクターであり、「みらいちゃん」のお供として豚の「ムー」がいる。「ムー」も北陸放送のマスコットキャラクターである。
大きくてくりっとした目に特徴がある。お出掛けが趣味であり、石川県内のイベントに出張することが多い。北陸放送のホームページや携帯サイトでは、待ち受け画面をダウンロードすることもできる。
2022年3月31日をもって引退。翌4月1日からMROが同年5月10日に開局70周年を迎えるのに伴い新ロゴマークと新イメージキャラクターを発表、新しいキャラクター「テミじぃ」がみらいちゃんの後任を務める。

## 出演番組
- みらいチャンネル
  - 番組宣伝のミニ番組。放送開始直後や放送終了直前などで放送。
- MROニュースランナー（現在は放送終了）
  - 「わたしのみらい」という小学生に将来の夢を聞くコーナーで後ろに立っている。
- みらいちゃん☆コレクション（現在は放送終了）
  - ただし、これは番組ではなくCM。石川県内で輝いている女性にインタビューする内容。なお、放送されたCMはかつては「みらいちゃん☆コレクション」で見ることができた。